# G-funk
G-funk (gangster funk) er en undergenre af hip-hop og gangsta rap, der opstod i begyndelsen af 1990'erne på USA's vestkyst.

## Karakteristik
G-funk er kendetegnet ved sine musikalske elementer, dets trommer samt dets tekstmæssige indhold.
De centrale musikalske elementer i G-funk er af Adam Krims (2000) beskrevet således: De (1) er indspillet med traditionelle instrumenter, (2) har fremtrædende bas og synthesizere, (3) følger konventionel harmonik, og (4) har et begrænset brug af samples i forhold til gangsta rap. Krims nævner Dr. Dre’s The Chronic (1992) som en klassiker indenfor genren. G-funks musik baserer sig på portamentosynthesizere (der glider let fra tone til tone), samples fra funk og indspillede instrumenter såsom elektrisk bas (basgange i G-funk er normalt meget dybe) og blæseinstrumenter. Brugen af et talkbox-modul er heller ikke ualmindeligt i G-funk, og finder især sted under omkvædene. Omkvædene er ofte melodiøse og synges af professionelle soul-sangere med en vellyd, der underbygges af samplede strygere og tilsvarende keyboard-lyde.
Trommerne er ofte tydeligt programmerede med trommemaskiner. Hi-hattene korte og skarpe, og hvirvlerne kan forstærkes af tunge håndklap. Håndklap og "rigtige" instrumenter er meget mere almindelige end i gangsta rap og anden rapmusik i løbet af 1990'erne. Med sine melodiøse omkvæd opnåede G-funk kommerciel succes.
Hvad angår teksterne i G-funk, har disse mange ligheder med subgenren gangsta rap og skildrer dermed ofte bandelivet på en romantiseret måde. Andre tilbagevendende temaer inkluderer sex, beskrivelse af miljøer og det at føle sig godt tilpas. Teksterne er ofte beskrivende; rappen udføres hovedsageligt på en afslappet måde og akkompagneres ikke sjældent af kvindelig vokal under omkvædene. Den største tyngde af G-funk ligger dog i lyden snarere end dens tekster.

## Historie
G-funk blev grundlagt i Los Angeles af rapperen/produceren Dr. Dre i begyndelsen af 1990'erne. Påvirkningerne til subgenren kom dog fra hip-hopkunstnere og producere som Too Short fra Oakland i løbet af 1980'erne. Too Short samplede også funkmusik i deres hiphop-produktioner, som også indeholdt dyb bas. Den store forskel mellem den tidligere form for hip-hop fra Oakland og G-funk som Dr. Dre kom til at udvikle fra dette hovedsageligt brugen af portamentosynthesizere.
Dr. Dre var i slutningen af 1980'erne og begyndelsen af 1990'erne medlem af rapgruppen N.W.A og aktiv inden for den allerede eksisterende undergenre gangsta rap. Han var producer såvel som rapper på begge gangsta-rapalbum Straight Outta Compton (1988) og Niggaz4Life (1991) fra N.W.A. Selvom der er mindre spor af G-funk i Niggaz4Life (med sinusbølge-synths og funk-samples), var det først med Dr. Dres soloalbum The Chronic (1992) at konceptet og undergenren G-funk blev etableret. Og med The Chronics store succes, samt succes med sange fra kunstnere som Snoop Dogg og Blackstreet hvor Dr. Dre stod bag produktionen, blev G-funk lyden meget populær. Lyden blev derefter efterlignet af andre producere, indtil den i midten af 1990'erne blev den subgenre, der kom til at dominere hiphop. G-funk holdt fast indtil 1996, hvor undergenrens popularitet aftog sammen med Dr. Dre forlod pladeselskabet Death Row Records, hvorigennem han tidligere udgav The Chronic. Mange ældre p-funk-kunstnere fik et løft med G-funk og optrådte ofte på G-funk optegnelser. Stort set alle sangere, musikere og rappere, der dyrkede G-funk, kom fra USA's vestkyst.

## Liste over kunstnere inden for G-funk

### Amerikanske G-funk kunstnere
- Dr. Dre
- Nate Dogg
- Snoop Dogg
- Above The Law
- Mac Dre
- Tha Dogg Pound
- Ant Banks
- Spice 1
- Warren G
- DJ Quik
- Tupac Shakur (2 Pac)
- Ice-T
- Ice Cube
- N.W.A
- Eazy-E
- The Notorious B.I.G.
- MC Ren
- Too Short
- WC

### Danske G-funk kunstnere
- Den Gale Pose[3][9]